# Марія Іванівна Заславська
Марія Заславська (*д/н — після 1516) — литовсько-білоруська княгиня Великого князівства Литовського.

## Життєпис
Походила з впливового литвинського князівського роду Заславських, однієї з гілок Гедиміновичів. Друга донька Івана Заславського, намісника вітебського і мінського. Десь напочатку 1490-х років у віці 13-15 років вийшла заміж за Богдана Глинського. Мешкала у Путівлі. У 1500 році після полону його чоловіка московськими військами перебралася до Литви.
У 1512 році після смерті чоловіка у полоні вийшла заміж за представника князівського роду Друцьких. 1516 року за заповітом чоловіка отримала села Бобер і Соколович, данників на річці Бобер і двір Недоходів. Подальша доля невідомо, можливо мешкали з сином у Путівлі.

## Родина
1. Чоловік — Богдан Глинський
Діти: Володимир (д/н—після 1540), намісник Путивля
2. Чоловік — Іван Красний-Друцький
дітей не було